# یوسف بره‌کی
یوسف بره‌کی (انگلیسی: Yosef Baraki؛ زادهٔ ۱۹۸۹) یک کارگردان فیلم، تهیه‌کننده، و فیلم‌نامه‌نویس افغان تبار اهل کانادا است.

## فیلمشناسی
- مینه سرگردان